# Dub (Mžany)
Dub (německy Eich) je malá vesnice, část obce Mžany v okrese Hradec Králové. Nachází se asi 1 km na sever od Mžan. V roce 2009 zde bylo evidováno 28 adres. V roce 2001 zde trvale žilo 51 obyvatel.
Dub leží v katastrálním území Dub u Mžan o rozloze 1,54 km2.